# セリーヌ・サレット
セリーヌ・サレット（Céline Sallette、1980年4月25日- ）は、フランス出身の女優。

## 経歴
1980年4月25日、ボルドーに生まれる。
2008年、パスカル・ボニゼール監督の『華麗なるアリバイ』に出演。
2013年、ロミー・シュナイダー賞を受賞する。

## フィルモグラフィー

### 主な映画
- 『恋人たちの失われた革命（フランス語版）』(2005)
- 『マリー・アントワネット』 (2006)
- La Chambre des morts (2007) ※フランス映画祭2008上映題『死者の部屋』/DVD題『スマイルコレクター』
- 『華麗なるアリバイ』(2008)
- 『ヒア アフター』(2010)
- 『メゾン ある娼館の記憶』(2011)
- 『灼熱の肌（フランス語版）』(2011)
- 『デスパレート』(2011) ※DVDスルー
- 『君と歩く世界』(2012)
- Le Capital (2012) ※WOWOW放映題『ザ・キャピタル マネーにとりつかれた男』その後DVD発売
- Un château en Italie (2013) ※シネクラブ上映題『イタリアのある城で』(日本語字幕付、ブルーレイ上映)
- Mon âme par toi guérie (2013) ※第26回東京国際映画祭ワールド・フォーカス部門上映題『魂を治す男』
- 『フレンチ・コネクション 史上最強の麻薬戦争』(2014) ※東京国際映画祭コンペティション上映題『マルセイユ・コネクション』[4]
- Geronimo (2014) ※フランス映画祭2014上映題『ジェロニモ 愛と灼熱のリズム』[5]／TV5MONDE放映題『ジェロニモ― 愛と灼熱のリズム』
- Vie sauvage (2014) ※東京国際映画祭ワールド・フォーカス上映題『ワイルド・ライフ』
- La Femme de Rio (2015/短編) ※TV5MONDE放映題『リオの女』
- 『めぐりあう日（フランス語版）』(2015)
- 『もしも叶うなら』(2019)

### 主なテレビ
- 『モーパッサン劇場』#7『アマブルじいさん』Chez Maupassant : Le Père Amable (2007年／シネフィル・イマジカ放映)
- Figaro (2008年／ジャック・ウェベール（フランス語版）監督／シュザンヌ役／原作：ボーマルシェ作《フィガロの結婚》)
- L'École du pouvoir (2008年／ラウル・ペック監督) ＊TV5MONDE放映題『権力の学校』
- Frères (2010年) ＊TV5MONDE放映題『兄弟』
- Les Revenants (2012/2015) ＊DVDスルー題「リターンド／RETURNED」